# Грай (группа)
Грай (Grai) — российская пейган/фолк-метал-группа из Набережных Челнов.
Репертуар полностью основан на славянской культуре. Группа сочетает в своих композициях мужской гроулинг с чистыми мужским и женским вокалами, наигрыши флейты и волынки с тяжелыми гитарными риффами и жёсткой ритм-секцией.

## История группы
Датой образования группы можно считать 3 июля 2005 года, когда прошла первая репетиция. Стиль музыки был определён сразу — это фолк-пейган метал. В начале 2006 группа работает над материалом для концертных выступлений, и в результате в марте было готово 6 песен (3 инструментальных и 3 с англоязычными текстами). Команда берёт название «Raven Blood» (что переводится как «Кровь Ворона») и дебютирует на сцене 26 марта 2006 года на рок концерте «Мeга Рок Дебют», прошедшем в набережночелнинском клубе Garage. На тот момент состав был следующим: Тимур Гильфанов (гитара), Андрей Городничук (бас-гитара), Андрей Смирнов (барабаны), Рузель Габдрахманов (гитара), Айгуль Гарайшина (клавишные), Аниса Курбангалеева (вокал).
В течение 2006 года группа «Raven Blood» даёт несколько концертов в Татарстане, работает над новым материалом, англоязычные тексты песен в старых композициях заменяются на русскоязычные. Дальнейшие тексты песен сочиняется на русском языке. В ноябре 2006 года название меняется на «Воро́г» («ведун, знахарь, лекарь»).
В команду приглашается флейтистка Алия Латыпова.
В январе 2007 в группе снова пополнение: приглашается новая вокалистка Дарья Сердюк, поющая не только обычным вокалом, но и скримингом. С этого момента команда работает над изменением аранжировок и текстов в песнях для двух женских вокальных партий. В июне 2007 года закончилась запись демо-альбома «От Истока», в который вошли 4 композиции. Демо выходит в формате самиздатовского CD, который музыканты группы не выпустили в широкую продажу, а распространяли только на концертах. В это же время команда окончательно определилась с названием, и коллектив получил название «Грай», что означает «гомон, птичий крик».
В 2009 году группа выпускает первый полноформатный альбом под названием «Полынь-трава», который издаётся московским лейблом VOLH Records. Следующий альбом «О Земле Родной» был издан Sound Age Productions 27 сентября 2011. В 2012 и 2013 годах эти два альбома издаются нидерландским лейблом Vic Records.
Третий альбом группы «Млада» вышел 24 сентября 2014 года на немецком лейбле Hoizgate Records. К выходу альбома было приурочено начало крупного европейского тура «Folk Metal Crusade» вместе с российской группой Сатанакозел по городам Германии, Польши и Чехии.
На альбоме группы Rotting Christ, вышедшем в феврале 2019 года («The Heretics») присутствует трек «Vetry Zlye (Ветры Злые)», на котором приглашённой вокалисткой выступает Ирина Зыбина.

## Состав группы
- Ирина Зыбина — вокал;
- Алия «Лета» — флейта, волынка, варган, вокал;
- Ильнур Zarev — ударные;
- Данила Переладов — бас-гитара;
- Рузель Ruzveld — гитара;

## Дискография[6]

### Альбомы
- 2009 — «Полынь-трава» (лейбл VOLH records, Россия);
- 2011 — «О Земле Родной» (лейбл Sound Age Рroductions, Россия);
- 2014 — «Млада» (лейбл NOIZGATE Records)[5][7].
- 2017 — «Пепел» (Noizgate Records (Германия))

### Синглы
- 2012 — «Годы предсказаний»;
- 2014 — «Язь»;
- 2014 — «Берёза»;
- 2016 — «Поступь зимы»;
- 2017 — «Доня».

### Демо-альбомы
2007 — «От истока» (самоиздание).

### Сборник
2014 — «В объятиях Мары» («In the Arms of Mara»).

### Клипы
- 2014 — «В объятиях Мары»[8].
- 2018 — «Мгла со мной»
- 2018 — «Тень»